# 今井厚恵
今井 厚恵（いまい あつえ、10月15日 - ）は、日本の女性ナレーター。アスクマネジメント所属。東京都出身。血液型はA型。

## 出演

### ナレーション
- テレビ朝日
  - やじうまプラス ニュースナレーション木金レギュラー
  - ワイド!スクランブル コーナーナレーション月～金レギュラー
  - 全国一斉常識テスト
- スポットCMナレーション 
  - ピンクリボンフェスティバル
  - クリスマスナイト
  - スミ・ジョーコンサート
- ドラえもん 池袋サンシャインイベント 告知CMナレーション
- 鋸南不動産 CMナレーション